# Ballymena & Provincial Football League
La Ballymena & Provincial Football League è un campionato nordirlandese di calcio del 4º livello.

## Partecipanti Stagione 2019-2020
- Dunloy
- St James Swifts
- Belfast Celtic
- Wakehurst
- Ballymoney United
- Glebe Rangers
- Coagh United
- Cookstown Youth
- Donegal Celtic
- Brantwood
- Chimney Corner
- Ballynure
- Desertmartin
- Cookstown Olympic